# Ледро
Ле́дро (итал. Ledro) — коммуна в Италии, расположена в автономной области Трентино-Альто-Адидже, подчиняется административному центру Тренто.
Население коммуны, на 01.01.2025 года, составляет 5432 человека, плотность населения ─ 35,01 чел./км². Коммуна занимает площадь 155,16 км².
Почтовый индекс — 38067. Телефонный код — 0464.

## История
Новая коммуна Ледро была образована 1 января 2010 года в результате слияния муниципалитетов Бедзекка, Кончеи, Молина-ди-Ледро, Пьеве-ди-Ледро,Тиарно-ди-Сопра и Тиарно-ди-Сотто.

## Климат
Согласно климатической классификации итальянских коммун, коммуна Ледро входит в климатическую зону F, количество градусо-дней составляет 3420.

## Демография
Название жителей населённого пункта — ледренси (итал. ledrensi).

## Администрация коммуны
Главой коммуны является мэр Клаудио Олиари, с 4 мая 2025 года.
Муниципалитет входит в движение «Соглашение мэров».

## Города-побратимы
- Буштеград, Чехия
- Вшень[вд], Чехия
- Докси, Чехия
- Милин[вд], Чехия[5]
- Мюльхайм, Германия
- Новы Книн[вд], Чехия
- Пршибрам, Чехия
- Птице, Чехия
- Хинява[вд], Чехия[5]